# OpenCPN
OpenCPN (Open Chart Plotter Navigator) jest wolnym oprogramowaniem służącym do wyświetlania map oraz prowadzenia nawigacji podczas podróży wodnych (morskich i śródlądowych), a także do ich planowania.
OpenCPN może używać sygnału z odbiornika dowolnego systemu nawigacji satelitarnej do określana własnej pozycji, oraz odbiornika AIS do określenia i obrazowania pozycji statków w pobliżu. Może także komunikować się z innymi pokładowymi przyrządami za pomocą protokołu NMEA 0183 (echosonda, wiatromierz, autopilot, kompas elektroniczny lub inne).
Program może posługiwać się zarówno mapami rastrowymi jak i mapami wektorowymi różnych formatów.
Dzięki wtyczkom możliwe jest dostosowywanie programu do indywidualnych potrzeb oraz rozszerzanie jego możliwości.
Interfejs programu jest dostępny w wielu językach, w tym i w polskim